# Новая Мерефа
Но́вая Мере́фа (укр. Нова Мерефа) — село,
Ордовский сельский совет,
Нововодолажский район,
Харьковская область.
Код КОАТУУ — 6324283002. Население по переписи 2001 года составляет 510 (241/269 м/ж) человек.

## Географическое положение
Село Новая Мерефа находится на левом берегу реки Джгун, выше по течению примыкает к селу Липковатовка, ниже по течению примыкает к селу Щебетуны.
Северная часть села раньше была селом Барабаши.
Рядом проходит автомобильная дорога М-18 (E 108).
Рядом проходят две ветки железной дороги, ближайшие станции Джгун, Езерская и Борки.

## История
- В 1940 году, перед ВОВ, в посёлке Новый Посёлок на левом берегу реки Джгун были 29 дворов и ветряная мельница;[1] на большом хуторе Ступаки (левый берег) было неизвестное число дворов;[4] на хуторе Джгун (левый берег) было 23 двора и ветряк;[5] на хуторе Водки I (правый берег) было 15 дворов.[6]
- После ВОВ (между 1943 и 1966) хутор Ступаки стал селом Барабаши.
- После ВОВ (после 1945, до 1966) данные н.п. вошли в состав Нового Посёлка.
- Хутор Водки Первый к 1970-м годам полностью прекратил существование и на картах никак не отмечен.
- В ? году (после ВОВ, до 1966) Новый Посёлок был переименован в Новую Мерефу.